# Emilie Gourd

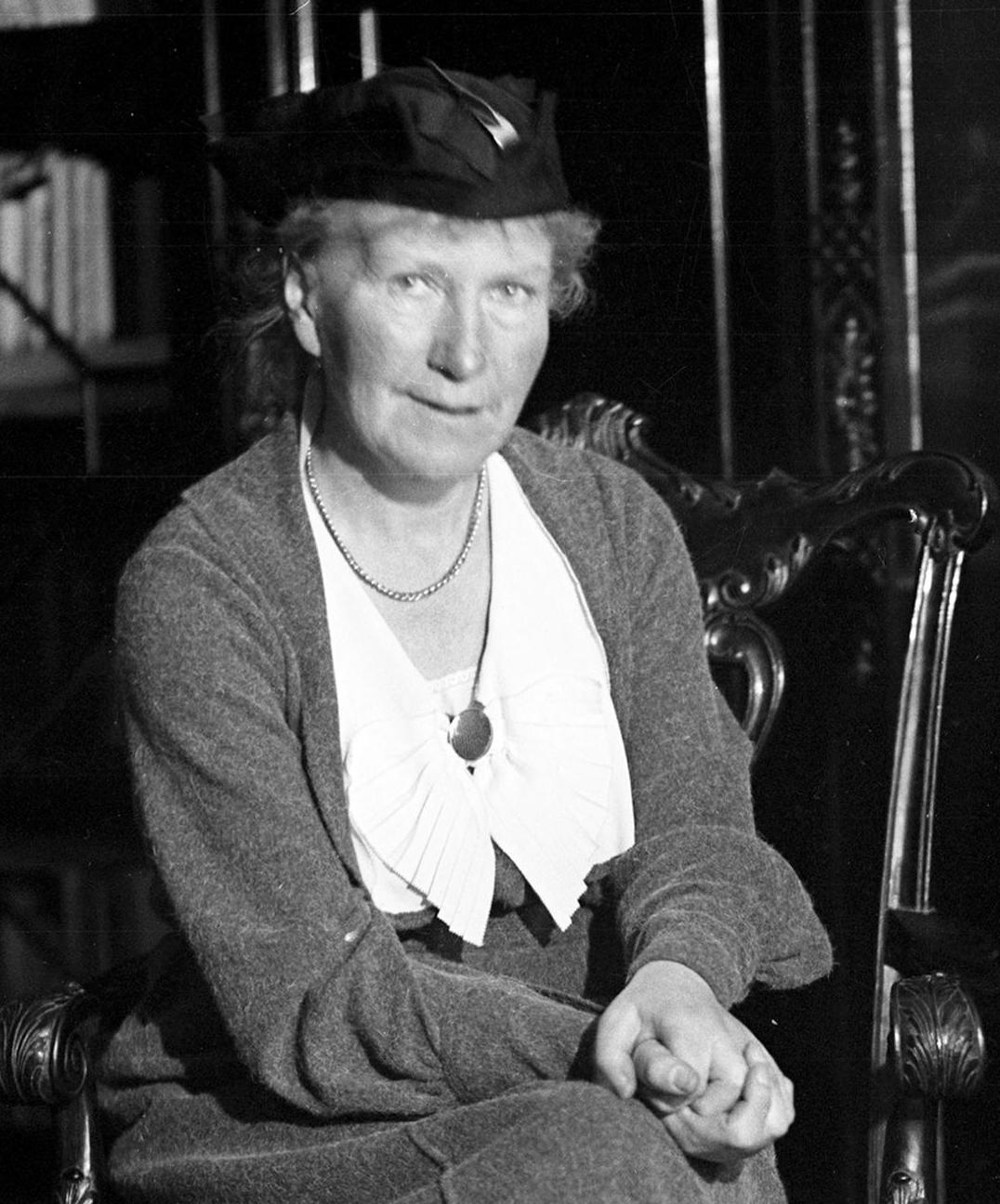
Emilie Gourd (1935)

Emilie Gourd (* 19. Dezember 1879 in Genf; † 4. Januar 1946 ebenda, heimatberechtigt ebenda) war eine Schweizer Frauenrechtlerin, die im Kampf für das Frauenstimmrecht eine wichtige Rolle spielte. Von 1914 bis 1928 war sie Präsidentin des Schweizerischen Verbandes für Frauenstimmrecht (SVF).

## Leben
Die Tochter des Theologieprofessors Jean-Jacques Gourd und seiner Frau Marguerite Bert-Vaucher besuchte die Höhere Töchterschule in Genf und besuchte an der Universität Vorlesungen in Geschichte und Philosophie, bevor sie sich dem Lehrerinnenberuf zuwandte.
Ihre Familie hatte italienische Wurzeln, weshalb Gourd eine Vorliebe für die italienische Kultur und Sprache hatte. Gemeinsam mit ihrer sehr geschätzten Mutter, die ihre Ideale teilte, wohnte sie in einem Landhaus in Prégny, im Winter allerdings in einer Stadtwohnung.
1909 lernte sie Auguste de Morsier kennen, den Präsidenten des Genfer Frauenstimmrechtsvereins Association genevoise pour le suffrage féminin. 1912 gründete sie die Zeitschrift Mouvement féministe, deren Chefredaktorin sie bis zu ihrem Tod blieb. Sie opferte ihre Zeit und einen guten Teil ihres Vermögens für die Frauenbewegung.
Sie nahm den Vorsitz zahlreicher Vereine und Organisationen ein. Ab 1923 war sie Sekretärin der Internationalen Allianz für Frauenwahlrecht und als solche die „rechte Hand“ von Carrie Chapman Catt, danach von Margery Corbett Ashby. Während der Zeit des Völkerbunds vertrat sie in Genf regelmässig Frauenverbände bei dessen Veranstaltungen. 1925 organisierte Gourd die erste kantonale Ausstellung über die Frauenarbeit in Genf (das Vorbild für die SAFFA, die 1928 stattfand). Sie war scharfe Kritikerin des Hitler-Regimes in Deutschland, unterstützte aber nach wie vor befreundete deutsche Frauen. Eine ihrer letzten Arbeiten galt dem Jahrbuch der Schweizerischen Frauen.

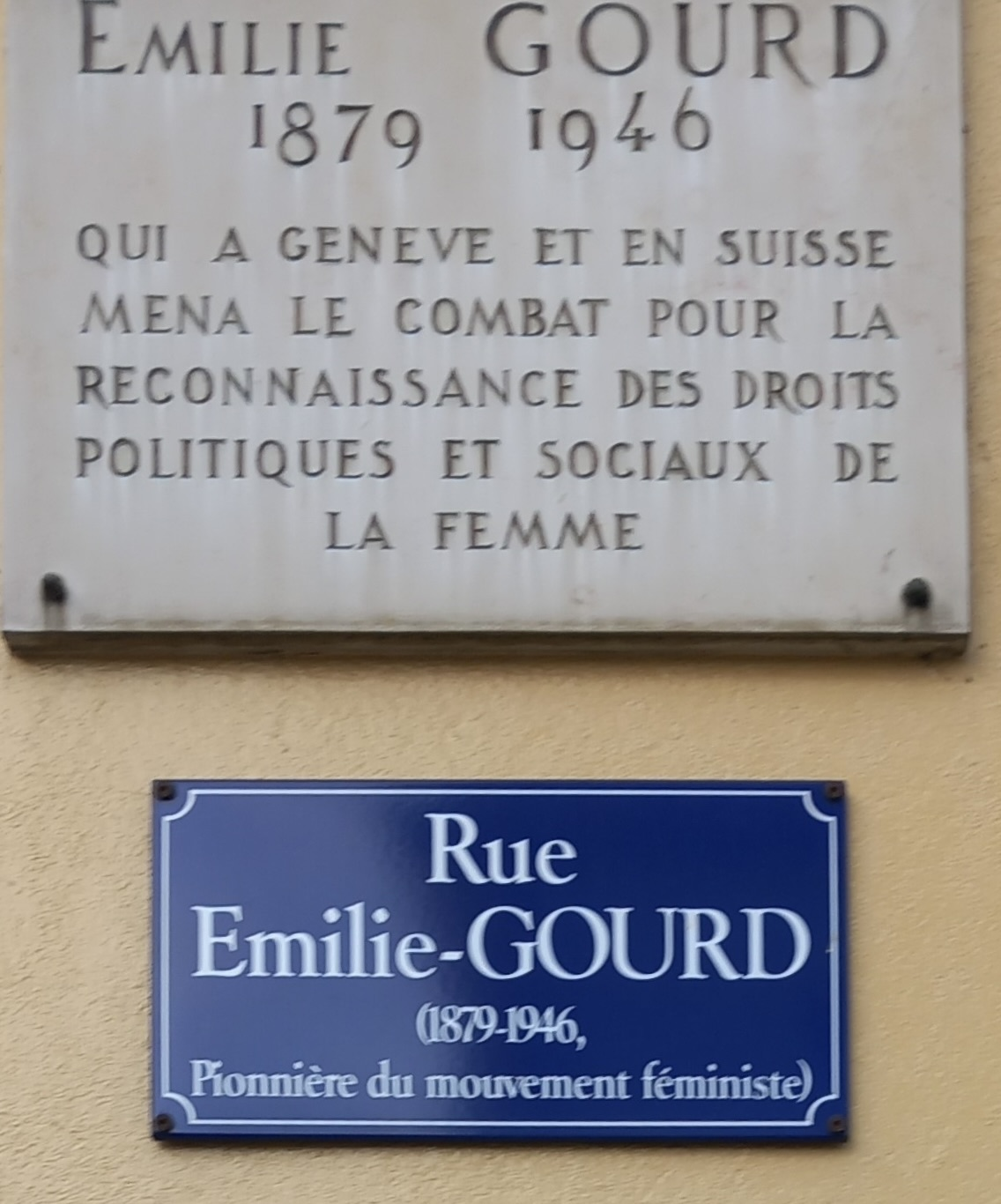
Gedenktafel an der nach ihr benannten Strasse in Genf

Weltanschaulich vertrat Emilie Gourd zeit ihres Lebens die Ideale der Französischen Revolution: Freiheit und Gleichheit. Trotz ihrer unerschütterlichen egalitären Überzeugung gehörte sie durch ihr striktes Festhalten an der Legalität international gesehen zum moderaten Flügel der Suffragettenbewegung, wurde durch die Einnahme zielführender, vermittelnder Positionen und durch das Fehlen von Opportunismus bei ihren Ratschlägen geschätzt und vermittelte gerne Bekanntschaften.